# Водопадное
Водопа́дное — железнодорожная станция Владивостокского отделения Дальневосточной железной дороги на участке Партизанск — Сергеевка. Неэлектрифицирована.
Расположена в населённом пункте Водопадное в Партизанском районе Приморского края. 
Расстояние до станции Партизанск 12 км.

## История
До 1972 года станция носила название Шиненгоу. Переименована после вооружённого конфликта за остров Даманский.